# Jiraiya (artista)

Jiraiya (児雷也, nacido el 28 de abril de 1967) es el pseudónimo del artista e ilustrador japonés de manga gay. Es conocido por su arte homoerótico e hiperrealista de hombres estilo oso o  gachimuchi (ガチムチ?) y por la utilización de la ilustración digital en su trabajo.

## Biografía
Jiraiya nació en 1967 en una familia de clase trabajadora en Sapporo, Japón. A finales de la década de 1980, descubrió la revista gay Sabu, y fue influenciado por las ilustraciones de Gengoroh Tagame publicadas en la revista. En sus veinte, Jiraiya trabajo como mangaka para Shōgakukan y luego como diseñador gráfico.
Su carrera como mangaka gay comenzó en 1998 cuando, a la edad de 31 años, fue publicado en la revista G-men. Se convirtió en el artista exclusivo de portadas para G-men en 2001, reemplazando a Gengoroh Tagame tras su salida de la revista e ilustró portadas para los números 63 al 124 (2001 a 2006). Además de las ilustraciones de portada, Jiraiya contribuyó con manga para G-men.
En su vida privada, Jiraiya trabaja como diseñador de publicidad y mantiene su homosexualidad en secreto. Debido a esto, es conocido por mantenerse alejado de la mirada pública y no publicar fotografías de su rostro.

## Estilo
Jiraiya se especializa en el arte pin-up de hombres hiper-masculinos de físico grande y musculoso, y fue uno de los primos mangakas gay en utilizar extensivamente la ilustración digital en su trabajo. Es conocido por su estilo hiperrealista, logrado a través de un proceso donde se crea un boceto utilizando una referencia fotográfica de partes corporales de distintos modelos combinadas en una sola figura, la cual luego es retocada utilizando herramientas como Photoshop, Illustrator, y QuarkXPress.
La iconografía cultural japonesa tiene un peso significativo en los trabajos de Jiraiya, normalmente incluyendo narrativas y personajes en uniformes de kendo y judo, monjes budistas, festivales y fundoshi. Su narrativa suele ser cómica y de tono ligero, contrastando el tono sadomasoquista de sus colegas, y suele tratar temas como sexo grupal, romance y competencias atléticas.

## Obras

### Publicaciones
Jiraiya ha publicado tres colecciones principales de manga:: Room for Five Guys (五人部屋 Gonin Beya?), Song of Gratitude (仰ゲバ尊シ Aogeba Toutoshi?) y Three Crows|三羽のカラス (田亀 源五郎 Sanba no Karasu?). Se han publicado también dos antologías de su trabajo: The "Art of Jiraiya" por la editorial francesa H&O en 2007 y "Art Works of Jiraiya: 1998–2012" por la editorial japonesa Furukawa Shobou en 2012. En 2014, sus trabajos fueron incluidos en Massive: Gay Erotic Manga and the Men Who Make It, la primera antología en inglés de manga gay. También dos de sus dōjinshi, "Caveman Guu" y "Two Hoses" fueron traducidas al inglés por la editorial Massive Goods en 2013 y 2017 respectivamente.

### Moda
Además de sus publicaciones, Jiraiya ha colaborado con múltiples casas de moda para lanzar productos utilizando su arte. En junio de 2014, la marca Opening Ceremony lanzó una línea de productos con el arte de Jiraiya para el mes del orgullo,  incluyendo ropa, accesorios y un juguete sexual Tenga. Ese mismo año se lanzó también una colaboración de camisetas entre Jiraiya, Massive y  Mission Chinese Food. En 2015, La marca Opening Ceremony y Jiraiya lanzaron una segunda colaboración titulada "Power-Up Massive". La marca Pretty Snake, fundada por el participante Joe Segal de Project Runway, lanzó una línea de trajes de baño con el arte de Jiraiya en 2015.

### "The Best Couple"
En noviembre de 2013, Massive Goods lanzó "The Best Couple," una sudadera con una ilustración de dos personajes originales de Jiraiya, Asakichi (朝吉) y Seiji (清次). Estos personajes aparecerían de nuevo en "LOVE IS MASSIVE", una ilustración creada en 2016 para recaudar fondos para las víctimas de la masacre de la discoteca Pulse en Orlando. El dōjinshi Two Hoses publicado en 2017 describe la historia de los personajes de "The Best Couple" como dos bomberos conectados por una experiencia cercada a la muerte.

## Impacto
Junto con Gengoroh Tagame, Jiraiya es considerado uno de los creadores de manga gay más influyentes y prolíficos; Anne Ishii, el cofundador de Massive Goods, ha afirmado "si Tagame es el padre oscuro del manga gay japonés, Jiraiya es el hada madrina". Jiraiya ha sido comparado con Tom of Finland en cuanto al impacto cultural de su obra y con Martin Margiela en referencia a su reclusividad. Su arte ha sido elogiada por representar al hombre del este asiático como físicamente fuerte y sexualmente atractivo, desafiando el estereotipo masculino del este asiático que lo representa emasculado, femenino y asexual. Sus diseños de moda han ganado popularidad en la escena hip hop LGTBQ y han sido utilizados por artistas como Tinashe, Cazwell y Blood Orange.

### Manga
G-men
- "Festival of the Tatsukobe Temple" (竜首神社例大祭奉納神楽), número 46, noviembre de 1999
- "The Smell of Indigo" (藍の匂い), número 50, marzo del 2000
- "Feast of Fishery" (大漁旗ゆれた), número 53, junio del 2000
- "Sumo Wrestling Ceremony of Yatsukichi Temple" (八吉神社例大祭奉納相撲), número 56, septiembre del 2000
- "Undercover Lover" (恋女房), número 59, diciembre del 2000
- "Promise" (約束), número 62, marzo de 2001
- "Room for Five Guys" (五人部屋), número 65, junio de 2001
- "Harbor Festival Passion" (港祭天狗岩御縄飾), número 68, septiembre de 2001
- "My Father’s Boyfriend, Part 1" (親父の恋人【前編】), número 72, enero de 2002
- "My Father’s Boyfriend, Part 2" (親父の恋人【後編】), número 73, febrero de 2002
- "Goro" (五郎), número 77, junio de 2002
- "Toro the Crybaby" (泣き虫トロ), número 89, junio de 2003
- "Kaaatsu!" (喝っ!), número 96, enero de 2004
- "800-lb Chubby Hyakutaro" (百貫でぶの百太郎), número 100, julio de 2004
- "Song of Gratitude" (仰ゲバ尊シ Aogeba Toutoshi?), número 112, mayo de 2005
- "Umihiko and Yamahiko" (海彦山彦), número 125, junio de 2006
- "Stray Dog Jiro" (野良犬ジロー), número 130, noviembre de 2006
- "The Story of the Fujino Bathhouse on Third Street in Kibou City" (希望町三丁目　富士乃湯物語), número 139, agosto de 2007
- "Secret" (秘密), número 150, julio de 2008
- "Three Crows" (三羽のカラス), número 156, enero de 2009
- "Kinta's Balls" (金太のキンタマ), número 172, mayo de 2010
- "Whichever Way the Wind Blows" (つむじ風どこへ吹く), número 181, febrero de 2011
- "Beware of Fire!!" (火のー用ー心!!), número 196, mayo de 2012
- "Momotarou vs. Nitaro" (百太郎 対 二百太郎), número 200, noviembre de 2012
- "Midday Fireworks" (真昼の花火), número 210, julio de 2013
- "Blue Sky Thunderhead Shower, Part 1" (青い空 入道雲 通り雨【前編】), número 216, enero de 2014
- "Blue Sky Thunderhead Shower, Part 2" (青い空 入道雲 通り雨【後編】), número 217, febrero de 2014
- "The Lovers' Common Exchange" (恋人たちのありふれたやりとり), número 216, septiembre de 2015

Bakudan
- "The House of Gengoro Kimura" (木村厳五郎一家), vol. 1–6, octubre de 2004-febrero de 2006

Gekidan
- "It's Tough Being An Adviser" (顧問はつらいよ), vol. 7, diciembre de 2006

Kinniku-Kei
- "Training Room" (格技室), vol. 1, agosto de 2007
- "Demon in the Storehouse" (蔵の中の鬼), vol. 2, noviembre de 2007
- "Ten Ninja of Sanada: One Night of Travel" (真田十勇士 旅の一夜), vol. 5, octubre de 2008

G-Bless
- "In the Hole" (坑ん中), vol. 1, febrero de 2009

Comic G.G.
- "The CEO's Toy" (課長玩具), número 2, mayo de 2011
- "The Mountain and the White Sake" (オンヤマさんと白い酒), número 6, mayo de 2012

Otoko-Matsuri
- "22 Year Old Beast" (獣太22歳), vol. 2, junio de 2017

Dōjinshi
- "Caveman Guu" (縄文人グウ)
  - Edición en Ingles publicada por Massive Goods, mayo de 2014
  - Edición en Japones publicada por BIG GYM, 07 de marzo de 2015
- "Two Hoses" (ホースが2本)
  - Edición en Ingles publicada por Massive Goods, 14 de febrero de 2017
  - Edicion en Japones publicada por BIG GYM, 14 de febrero de 2017
- "Yokozuna-sensei" (ヨコヅナ先生), BIG GYM, 27 de abril de 2019

### Ediciones recopiladas
Room for Five Guys (児雷也 Gonin Beya?), Furukawa Shobo, 21 de diciembre de 2004, ISBN 978-4-89236-313-9
- recopilda "Room for Five Guys", "Festival of the Tatsukobe Temple", "The Smell of Indigo", "Sumo Wrestling Ceremony of Yatsukichi Temple", "Feast of Fishery", "My Father’s Boyfriend", "Undercover Lover", "Undercover Lover After That", "Goro", "Promise" y "Room for Five Guys: HARD MIX"

Song of Gratitude (仰ゲバ尊シ Aogeba Toutoshi?), Furukawa Shobo, 16 de enero de 2007, ISBN 978-489236-368-9
- Song of Gratitude New Edition (仰ゲバ尊シ 新装版), Furukawa Shobo, 21 de agosto de 2015, ISBN 978-4-89236-502-7

- recopila "The House of Gengoro Kimura", "Song of Gratitude", "Toro the Crybaby", "Kaaatsu!", "800-lb Chubby Hyakutaro", "Umihiko and Yamahiko" y "Stray Dog Jiro"

Three Crows (三羽のカラス Sanba no Karasu?), Furukawa Shobo, 17 de abril de 2009, ISBN 978-489236-427-3
- Three Crows Special! (三羽のカラス 特盛り！), Furukawa Shobo, 20 de noviembre de 2012, ISBN 978-489236-469-3
- Three Crows Special! New Edition (三羽のカラス 特盛り！ 新装版), Furukawa Shobo, 19 de mayo de 2015, ISBN 978-4-89236-496-9

- recopila "The Three Crows Episode of Purity", "Three Crows", "It's Tough Being An Adviser", "The Story of the Fujino Bathhouse on Third Street in Kibou City", "Training Room", "Demon in the Storehouse", "Secret", "Ten Ninja of Sanada: One Night of Travel", "In The Hole", "Kinta's Balls", "Whichever Way the Wind Blows", "The CEO's Toy", "The Mountain and the White Sake", "Beware of Fire!!", "Momotarou vs. Nitaro" y  "The Three Crows VS Secret"

### Art books
- The Art of Jiraiya, H & O Éditions, 2007, ISBN 978-2-84547-145-0
- Art Works of Jiraiya 1998-2012, Furukawa Shobou, 2012, ISBN 978-4-89236-463-1